# 胚层
胚層（germ layer）亦稱為生殖上皮，但較少使用，是動物胚胎形成時的一群細胞。所有動物都具有胚層，其中脊椎動物的三胚層構造特別顯著，而海綿動物的胚層最為簡單。真后生动物（比海绵复杂的动物）通常會產生兩到三層主要組織層（有時候稱為初級胚層）。輻射對稱的動物（如：腔腸動物）具兩個胚層的構造，包含內胚層、外胚層；兩側對稱的動物則具有三個胚層的構造，較輻射對稱動物多了位在內胚層與外胚層之間的中胚層。所有胚層內的細胞最終發育成動物的各項組織與器官。

## 胚層

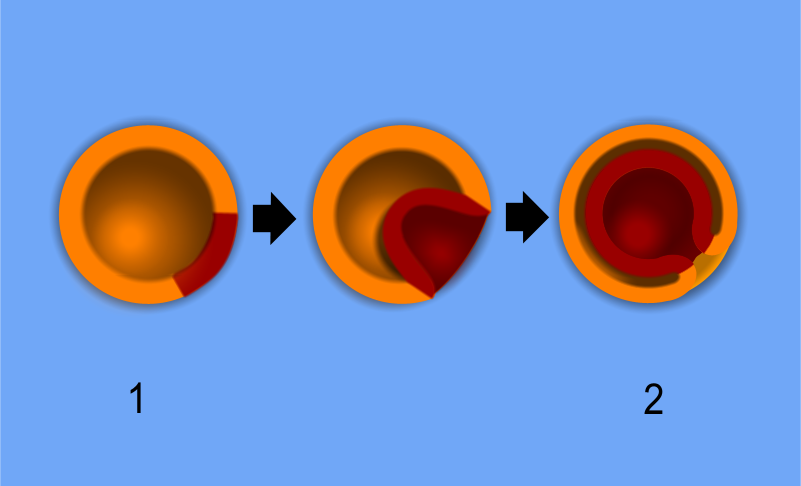
雙胚層的原腸形成，使得胚層從囊胚發育成原腸，一部分外胚層細胞（橘色）往內側移動形成內胚層（紅色）。

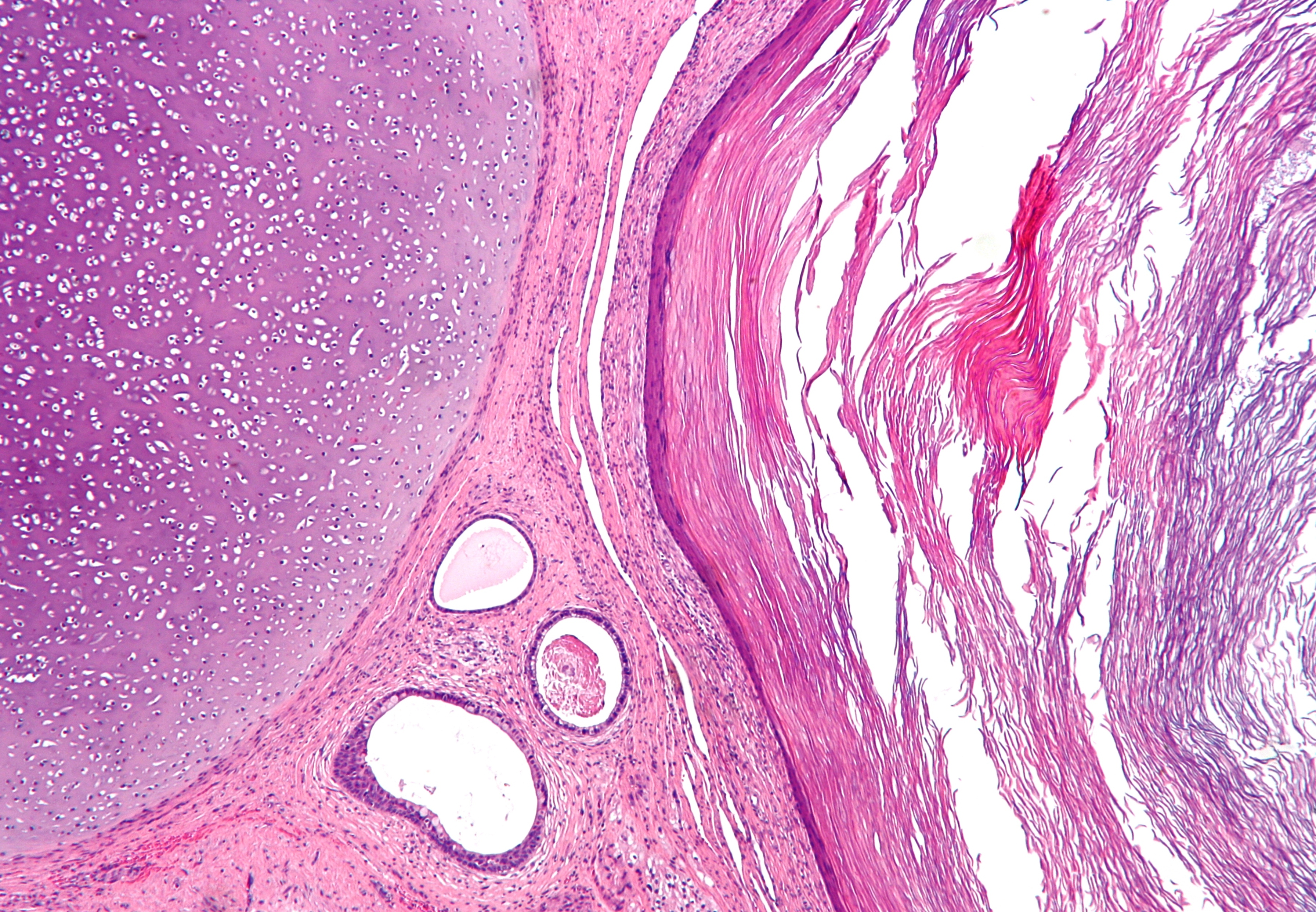
顯微照片中顯示一個畸胎瘤，這個典型的腫瘤是由三個胚層所發育形成的。圖片左上角顯示未成熟的軟骨是由中胚層所發育的；中間下方的腸胃腺體由內胚層所發育而來；圖片右邊的表皮是由外胚層所發育的。藉由蘇木精-伊紅染色染色法所製作。

卡斯帕爾·沃爾弗從早期胚胎中發現葉狀構造。在1817年，海因茨·克里斯第·潘德爾（Heinz Christian Pander）在研究雞胚胎時發現三胚層構造。後於1850年到1855年間，羅伯特·雷馬克進一步將生殖細胞層的概念解釋得更加完善。另外湯瑪斯·亨利·赫胥黎在1871年更提出英文術語----中胚層；1873年由雷·兰克斯特提出內胚層、外胚層等術語。 
海綿動物屬於最簡單的動物，僅具有一個胚層。海綿動物雖然具有細胞分化，但不具組織協調的功能。真後生動物等輻射對稱動物複雜度更高，具有兩個胚層（包含內胚層、外胚層），雙胚層動物可發展出組職層級的構造。而更高等的動物（從扁蟲到人類）具有三個胚層，多了內胚層、外胚層之間的中胚層，三胚層動物具有組成器官的能力。

### 發育
受精之後形成接合子。在卵裂、有絲分裂等階段時，接合子會變成一顆球狀細胞，稱為囊胚。之後經歷了原腸形成，形成原腸以及兩個或三個胚層。
人類受精卵受精三天後，接合子經由有絲分裂形成一群緊密且具有大量細胞的桑葚胚，到這個時期稱為囊胚，囊胚的外層則被叫做滋胚層；囊胚的內層則稱為內細胞團，內細胞團最初具有兩層：上胚層與下胚層。此時細胞中充滿液體，囊胚的透明帶也會破裂，讓囊胚可以更順利的進行著床。受精後14天，原線將會形成。上胚層細胞會向原線內移動，並潛入其中，產生了內胚層。上胚層細胞持續移入，但此時組成新的一層----中胚層。而最上方的上胚層則形成外胚層。

### 內胚層

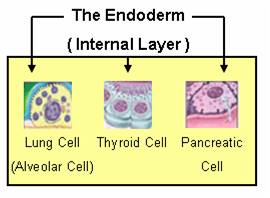
內胚層形成肺、甲狀腺、胰臟...等器官。

內胚層是胚胎發育中的一個胚層，細胞沿著原腸向內移動，形成原腸的最內層。
內胚層細胞最初為扁平細胞，最後變成柱狀細胞，這些細胞組成所有除了口與直腸末端之外的消化系統器官；另外也形成所有與消化道相連接的所有腺體，如肝臟與胰臟。

### 中胚層

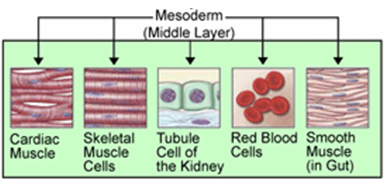
中胚層最後會形成心肌、骨骼肌、平滑肌、與腎臟相關的組織、紅血球細胞....等。

中胚層是三胚層動物特有的。在原腸形成時，部分細胞向內移動形成中胚層，即是介於內胚層與外胚層之間的一層。  
中胚層會發育成骨骼、真皮等保護內臟的構造，促進了體腔的形成，在體腔內的器官因為有液墊的保護，器官便可以獨立發展，不受其他部分的影響。

### 外胚層

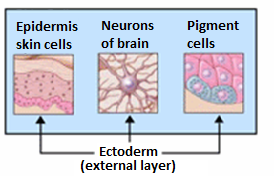
外胚層最後發育成表皮、神經外胚層可以發育成神經以及色素細胞。

外胚層主要發育成體表的組織。
腦和脊髓由外胚層形成

#### 神經脊
神經脊具有非常重要的功能，所以有時候被稱作第四個胚層。神經脊細胞是由外胚層所發育出來的。會產生神經節的構造。

## 各胚層發育列表
| 內胚層       |                            |              |                        |
| 呼吸道上皮   | 氣管                       |              |                        |
| 呼吸道上皮   | 支氣管                     |              |                        |
| 呼吸道上皮   | 肺臟                       |              |                        |
| 腸胃道上皮   | 肝臟                       |              |                        |
| 腸胃道上皮   | 胰臟                       |              |                        |
| 腸胃道上皮   | 膀胱                       |              |                        |
| 腸胃道上皮   | 集尿管                     |              |                        |
| 其他器官上皮 | 咽                         |              |                        |
| 其他器官上皮 | 甲狀腺                     |              |                        |
| 其他器官上皮 | 鼓室                       |              |                        |
| 其他器官上皮 | 耳咽管                     |              |                        |
| 其他器官上皮 | 扁桃腺                     |              |                        |
| 其他器官上皮 | 副甲狀腺                   |              |                        |
| 中胚層       | 頭部中胚層                 | 頭顱         |                        |
| 中胚層       | 頭部中胚層                 | 頭部結締組織 |                        |
| 中胚層       | 頭部中胚層                 | 齒骨質       |                        |
| 中胚層       | 軸旁中胚層                 |              |                        |
| 中胚層       | 頭部肌肉、骨骼肌           |              |                        |
| 中胚層       | 皮膚真皮                   |              |                        |
| 中胚層       | 頭部之外骨骼               |              |                        |
| 中胚層       | 頭部之外結締組織           |              |                        |
| 中胚層       | 中間中胚層                 |              |                        |
| 中胚層       | 泌尿生殖系統性腺           |              |                        |
| 中胚層       | 泌尿生殖系統管道           |              |                        |
| 中胚層       | 泌尿生殖系統附屬腺體       |              |                        |
| 中胚層       | 外側中胚層                 |              |                        |
| 中胚層       | 內臟結締組織               |              |                        |
| 中胚層       | 內臟肌肉                   |              |                        |
| 中胚層       | 胸膜、心包膜、腹膜之漿液膜 |              |                        |
| 中胚層       | 原始心臟                   |              |                        |
| 中胚層       | 血液                       |              |                        |
| 中胚層       | 淋巴管                     |              |                        |
| 中胚層       | 脾臟                       |              |                        |
| 中胚層       | 腎上腺皮質                 |              |                        |
| 外胚層       | 表面外胚層                 | 表皮層       |                        |
| 外胚層       | 表面外胚層                 | 毛髮         |                        |
| 外胚層       | 表面外胚層                 | 指甲         |                        |
| 外胚層       | 表面外胚層                 | 皮膚腺       |                        |
| 外胚層       | 表面外胚層                 | 乳腺         |                        |
| 外胚層       | 表面外胚層                 | 腦下垂體前葉 |                        |
| 外胚層       | 表面外胚層                 | 牙齒琺瑯質   |                        |
| 外胚層       | 表面外胚層                 | 內耳         |                        |
| 外胚層       | 表面外胚層                 | 眼睛晶狀體   |                        |
| 外胚層       | 神經外胚層                 | 神經管       | 中樞神經系統           |
| 外胚層       | 神經外胚層                 | 神經管       | 視網膜                 |
| 外胚層       | 神經外胚層                 | 神經管       | 松果體                 |
| 外胚層       | 神經外胚層                 | 神經管       | 腦下垂體後葉           |
| 外胚層       | 神經外胚層                 | 神經脊       | 腦和感覺的神經節與神經 |
| 外胚層       | 神經外胚層                 | 神經脊       | 腎上腺髓質             |
| 外胚層       | 神經外胚層                 | 神經脊       | 色素細胞               |
| 外胚層       | 神經外胚層                 | 神經脊       | 咽弓軟骨               |
| 外胚層       | 神經外胚層                 | 神經脊       | 頭部間葉               |
| 外胚層       | 神經外胚層                 | 神經脊       | 頭部結締組織           |